# Презумпция невиновности (телесериал, 2024)
«Презумпция невиновности» (англ. Presumed Innocent) — американский сериал в жанре юридического триллера, основанный на одноимённом романе Скотта Туроу. По этому роману в 1990 году был снят одноименный фильм — Презумпция невиновности (фильм, 1990).
Главные роли в сериале исполнили Джейк Джилленхол и Рут Негга. Премьера состоялась 12 июня 2024 года на стриминговой платформе Apple TV+. В июле 2024 года сериал был продлён на второй сезон, который будет основан на романе Джо Мюррея «Анатомия убийства».

## Сюжет
Прокурор Расти Сабич ведёт дело об убийстве Каролин Полхемус. Вскоре он становится главным подозреваемым в её убийстве.

## В ролях
- Джейк Джилленхол — Расти Сабич
- Рут Негга — Барбара Сабич
- Билл Кэмп — Рэймонд Хорган
- Элизабет Марвел — Лоррейн Хорган
- Рената Рейнсве — Каролин Полхемус
- Питер Сарсгаард — Томми Молто
- О-Т Фагбенле — Нико Делла Гуардиа
- Чейз Инфинити — Джейден Сабич
- Лили Рэйб — доктор Лиз Раш

## Список эпизодов

### Сезон 1 (2024)
| № общий | № в сезоне | Название                                               | Режиссёр               | Автор сценария <                         | Дата премьеры |
| ------- | ---------- | ------------------------------------------------------ | ---------------------- | ---------------------------------------- | ------------- |
| 1       | 1          | «Все на позициях» «Bases Loaded»                       | Анне Эстенсен Севитски | Дэвид Э. Келли                           | 12 июня 2024  |
| 2       | 2          | «Народ против Розата Сэбича» «People vs. Rozat Sabich» | Анне Эстенсен Севитски | Дэвид Э. Келли                           | 12 июня 2024  |
| 3       | 3          | «Открытие» «Discovery»                                 | Грег Яйтанс            | Дэвид Э. Келли и Мики Джонсон            | 19 июня 2024  |
| 4       | 4          | «Бремя доказывания» «The Burden»                       | Грег Яйтанс            | Дэвид Э. Келли и Шарр Уайт               | 26 июня 2024  |
| 5       | 5          | «Подготовка к игре» «Pregame»                          | Грег Яйтанс            | Дэвид Э. Келли, Шарр Уайт и Мики Джонсон | 3 июля 2024   |
| 6       | 6          | «Элементы» «The Elements»                              | Грег Яйтанс            | Шарр Уайт и Мики Джонсон                 | 10 июля 2024  |
| 7       | 7          | «Свидетель» «The Witness»                              | Грег Яйтанс            | Дэвид Э. Келли, Шарр Уайт и Мики Джонсон | 17 июля 2024  |
| 8       | 8          | «Вердикт» «The Verdict»                                | Анне Эстенсен Севитски | Дэвид Э. Келли, Шарр Уайт и Мики Джонсон | 24 июля 2024  |

## Производство
В феврале 2022 года стало известно, что Apple TV+ заказала восьмисерийный мини-сериал по роману Скотта Туроу, сценарий для которого написал Дэвид Э. Келли. В декабре на главную роль в сериале рассматривался Джейк Джилленхол. Его кандидатура была утверждена в январе 2023 года, а к актёрскому составу присоединились Рут Негга, Билл Кэмп и Элизабет Марвел. Режиссёрами сериала выступили Грег Яйтанес и Анна Севицки. В феврале к актёрскому составу присоединились Рената Рейнсве, Питер Сарсгаард, О-Т Фагбенле, Лили Рэйб и Нана Менсах.
Съёмки начались в феврале 2023 года в Пасадине.

## Отзывы и оценки
На сайте Rotten Tomatoes фильм имеет рейтинг 76 % основанный на 68 отзывах, со средней оценкой 7/10.
В рецензии для Variety Арамида Тинубу назвала сериал «одним из лучших юридических триллеров, появившихся на телевидении за последние годы». Она также высоко оценила развитие персонажей, особенно Сабича в исполнении Джилленхола. Люси Мэнган в обзоре для The Guardian была менее категорична, поставив сериалу 3 звезды из 5. Мэнган охарактеризовала его как «эффективную историю с хорошим исполнением. Но, тем не менее, бездушно скользкую, не удаётся должным образом развить женские характеры, и всё кажется бессмысленным». Майк Хейл из «Нью-Йорк таймс» в негативном обзоре раскритиковал «вызывающую клаустрофобию атмосферу сериала, акцент на психологию и банальную семейную драму».